# Kościół św. Jadwigi Królowej w Tomaszowie Mazowieckim
Kościół świętej Jadwigi Królowej w Tomaszowie Mazowieckim – rzymskokatolicki kościół parafialny należący do parafii pod tym samym wezwaniem (dekanat tomaszowski archidiecezji łódzkiej). Świątynia naduje się w dzielnicy Niebrów.

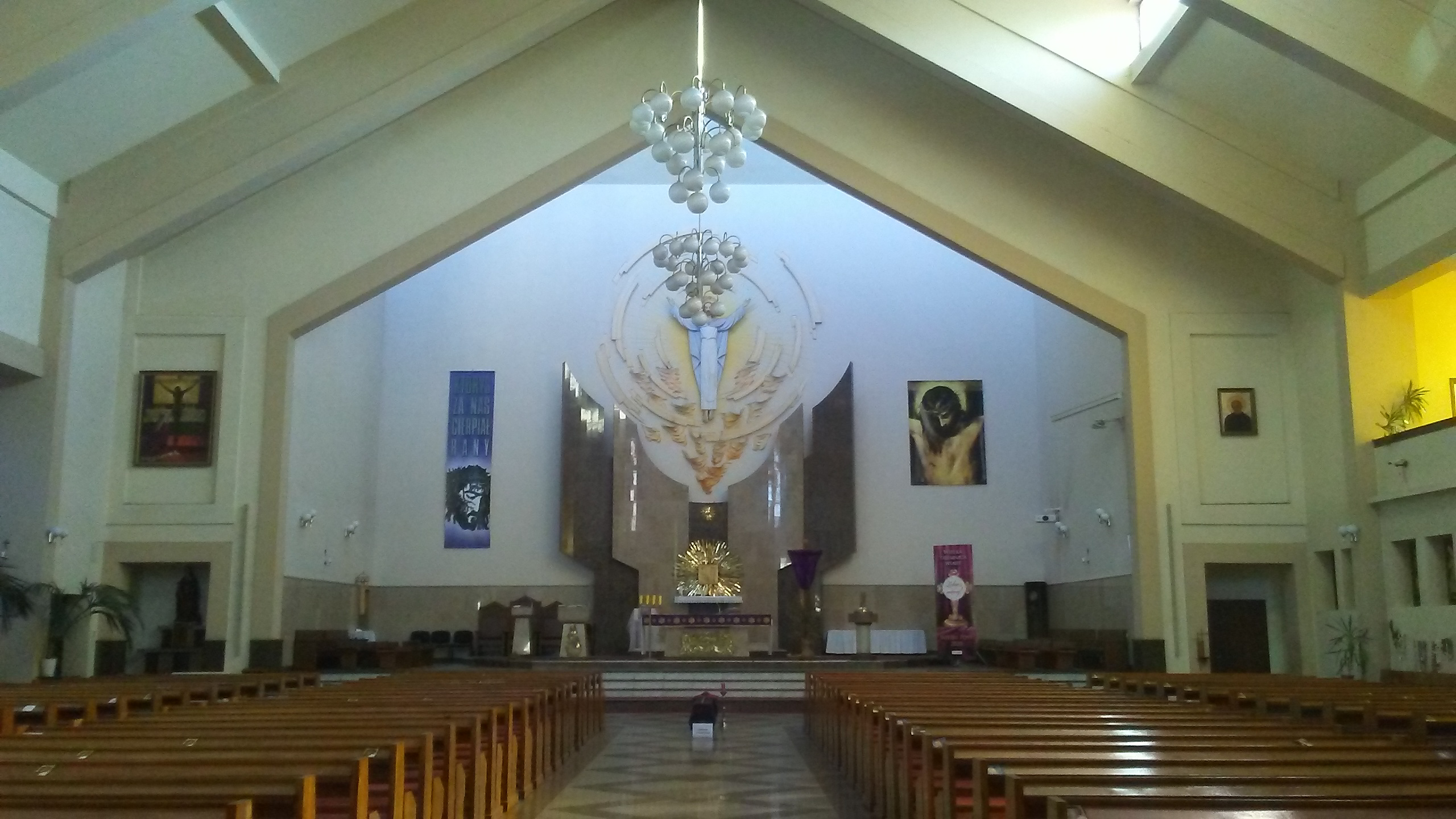
Wnętrze świątyni

Budowa świątyni została rozpoczęta w 1986 roku. Natomiast jesienią 1999 roku kościół został uroczyście konsekrowany przez arcybiskupa Władysława Ziółka.
Świątynia połączona jest z rozbudowaną plebanią i pnie się w górę wysoką wieżą dzwonniczą. Do jej środka wchodzi się przez troje drzwi od strony ulicy Kwiatowej, po których lewej stronie znajdują się pamiątkowe tablice. Ściana frontowa jest ozdobiona mozaikowym wizerunkiem św. Jadwigi Królowej. Przestronna nawa jest zamknięta węższym wydzielonym kilkustopniowym podwyższeniem prezbiterium, gdzie w ołtarzu głównym nad tabernakulum jest umieszczona postać Chrystusa w „obłoku chwały”. Po lewej stronie nawy usytuowane są kaplice: Jezusa Miłosiernego, Krzyża Świętego, i Matki Bożej Częstochowskiej.